# زنان همجنس‌گرا در آلمان نازی

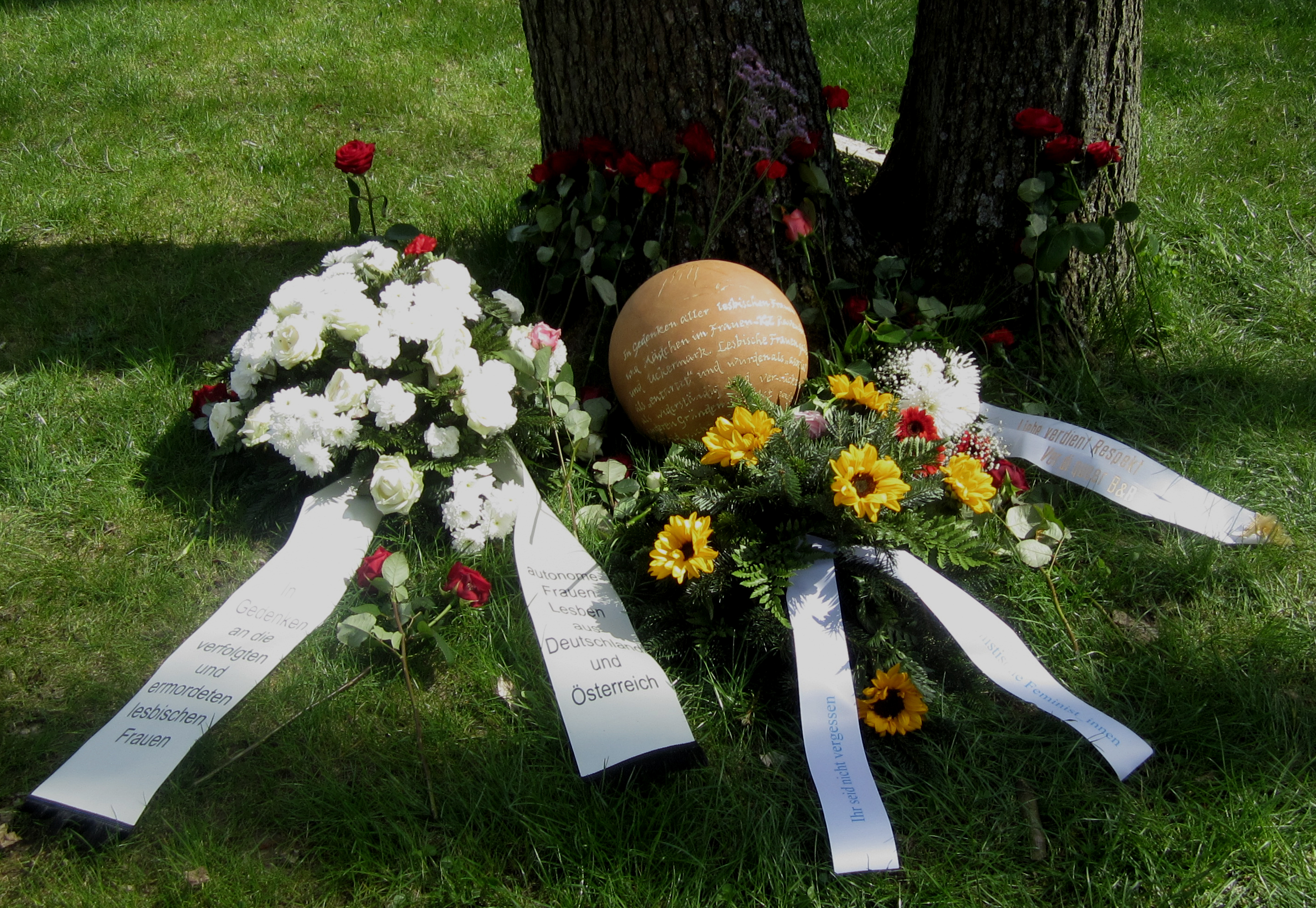
بزرگداشت زندانیان زن همجنس‌گرا در اردوگاه کار اجباری راونسبروک، توسط ابتکار عمل برای زنان همجنس‌گرای فمینیست خودمختار از آلمان و اتریش، ۲۲ آوریل ۲۰۱۸

در آلمان نازی، زنان همجنس‌گرایی که به اردوگاه‌های کار اجباری فرستاده می‌شدند، اغلب برچسب «ضد اجتماع» می‌خوردند و برپایهٔ قومیت یا مواضع سیاسی‌شان مورد هدف قرار نمی‌گرفتند. همجنس‌گرایی زنان در اتریش جرم‌انگاری شد، اما نه در سایر نقاط آلمان نازی. به دلیل عدم علاقهٔ نسبی دولت نازی به همجنس‌گرایی زنان در مقایسه با همجنس‌گرایی مردان، منابع کمتری برای مستندسازی وضعیت لزبین‌ها در آلمان نازی وجود دارد.

## پس‌زمینه
در برلین، بارها و کلوپ‌های شبانه همجنس‌گرایان پس از جنگ جهانی اول افتتاح شدند. سرشناس‌ترین آنان Mali und Igel نام داشت و کارآفرین السا کنراد اداره‌اش می‌کرد. داخل بار، کلوپی بود به نام Monbijou des Westens. این کلوپ به نخبگان روشنفکر همجنس‌گرای زن برلین اختصاص داشت؛ بازیگر مارلنه دیتریش از جمله مهمانان مشهور این کلوپ بود. این کلوپ سالانه میزبان مجلس‌های رقص بال با حضور ۶۰۰ زن بود. در مارس ۱۹۳۳، کمپینی برای بستن تمام بارهای همجنس‌گرایان، از جمله زنان، آغاز شد. تمام نشریات همجنس‌گرایان (مانند Die Freundin) و همینطور سازمان‌ها بسته شدند.

## تاریخ‌نگاری
مورخانی که دربارهٔ سوژه‌های فردی تحقیق می‌کنند، به نتایج متفاوتی رسیده‌اند. زنانی که در آلمان نازی متهم به رابطهٔ همجنس‌گرایانه بودند، بسته به ویژگی‌هایشان با سرنوشت‌های متفاوتی روبه‌رو شدند. آن‌هایی که یهودی، سیاه‌پوست یا مخالف سیاسی رژیم بودند، در اردوگاه کار اجباری زندانی می‌شدند یا اعدامشان می‌کردند - این احکام در برخی موارد احتمالاً به دلیل هویت همجنس‌گرایانهٔ قربانیان سخت‌تر می‌شدند. در مقابل، مورخ ساموئل کلوز هونکه، به این نتیجه رسید که با زنان همجنس‌گرایی که متهم به جرایم غیرسیاسی بودند، به خاطر همجنس‌گرا بودنشان متفاوت رفتار نمی‌شد؛ صرفاً متهم شدن به همجنس‌گرایی معمولاً منجر به تحقیقات پلیسی می‌شد، اما مجازاتی در پی نداشت. برای همین، به نظر او «آزار و اذیت ناهمگن» یکی از عواقب تجارب همجنس‌گرایانه در آلمان نازی بود.
مورخ لوری مارهوفر استدلال می‌کند که «اگرچه [زنان همجنس‌گرا] سوژهٔ آزار و اذیت رسمی و دولتی نبودند، زنان ناسازگار با جنسیت، دگرجنس‌پوشان و زنانی که به دلیل همجنس‌گرایی خود، توجه منفی جلب کردند، مشخصاً در خطر برانگیختن اضطراب در همسایه‌ها، آشنایان و مقامات دولتی قرار داشتند که می‌توانست در نهایت دلیلی برای خشونت مقامات دولتی شود، [مانند] رنجی که ایلزه تاتزکه کشید»— حبس در اردوگاه کار اجباری راونسبروک.

## یادبودها
در جریان یادبود همجنس‌گرایان تحت تعقیب نازیسم در تیرگارتن سال ۲۰۰۸، دربارهٔ عدم گنجاندن اولیهٔ زنان همجنس‌گرا در یادبود بحث شد. استدلال منتقدان این بود که اگرچه زنان همجنس‌گرا به اندازهٔ مردان همجنس‌گرا با آزار و اذیت سیستماتیک مواجه نشدند، مناسب است که از آن دسته زنانی که به اردوگاه‌های کار اجباری فرستاده شدند یاد شود. طرحی برای جایگزینی ویدئوی اولیه با ویدئویی که شامل زنان می‌شد، با واکنش شدید مورخان، فعالان و مدیران یادبود مخالف مواجه شد و استدلالشان این بود که آوردن نام زنان همجنس‌گرا، «تحریف» است. علی‌رغم تلاش‌های برخی فعالان همجنس‌گرا برای بزرگداشت همجنس‌گرایان زن زندانی و کشته‌شده در راونسبروک، تا تاریخ ۲۰۲۱ توافقی دربارهٔ ایجاد یادبود برای زنان همجنس‌گرا در کمپ صورت نگرفته است. هونکه استدلال می‌کند که حتی اگر زنان همجنس‌گرا به‌طور سیستماتیک مورد آزار و اذیت قرار نگرفتند، ممکن است مناسب باشد که برای آن‌ها یادبودی برپا شود، زیرا زنان همجنس‌گرا در آلمان نازی با خشونت و تبعیض روبه‌رو بودند.